# Le Markstein
Le Markstein és un centre d'esports d'hivern que es troba a la serralada dels Vosges, a França, amb una altitud que se situa entre els 1.020 metres en la seva cota més baixa i els 1.268 metres en la cota superior. Forma un conjunt d'esquí de fons amb les pistes de l'estació de Breitfirst i el Grand Ballon. El punt més alt és el cim del Jungfraukopf. L'estació d'esquí va organitzar la Copa del Món d'esquí el 1983 i 1987 i la Copa del Món de Parapent de 1999. La carretera que puja fins a l'estació s'ha emprat en el Tour de França.

## Estació d'esquí
L'estació de Markstein té vuit remuntadors que donen servei a 12 pistes: 4 verdes, 4 blaves, 2 vermelles i 2 negres.

## Ciclisme
Fins al 2014 el Tour de França havia passat set vegades a través de Le Markstein, ja fos de pujada cap al Coll del Grand Ballon o el seu descens cap al Coll de Platzerwasel, tot i que mai havia estat puntuable per a la classificació de la muntanya. El primer pas tingué lloc el 1969 i el més recent el 2009.
El 2014 es passà per aquesta estació en dues ocasions. En la 9a etapa s'hi va pujar venint des de Linthal, a l'est, i es va coronar a 1.183 metres com a port de primera categoria, per posteriorment dirigir-se al Coll del Grand Ballon i Mülhausen. Tony Martin fou el primer a passar-hi. L'endemà es tornà a travessar l'estació, en aquest cas de baixada cap al Coll de Platzerwasel i Oderen.

### Detalls de l'ascensió
Començant a Guebwiller, cap a l'est, l'ascensió té 23,5 quilòmetres de llargada en què se superen 895 metres de desnivell a una mitjana del 3,8%, i rampes màximes del 8,1%. En l'edició del Tour de França de 2014 el recorregut empra aquest vessant a partir de Lautenbach, amb 10,8 quilòmetres d'ascensió al 5,4% de desnivell.
Començant a Oderen, a l'oest, l'ascensió té 20,5 quilòmetres de llargada, amb 722 metres a superar, una mitjana del 3,5% i rampes que arriben al 8,6% de desnivell.